# Assistente di Office
L'Assistente di Office è una caratteristica inclusa in Microsoft Office 97 e nelle sue versioni successive, fino a Office 2007, in cui l'assistente è stato rimosso, in quanto, a detta della stessa Microsoft, la nuova interfaccia grafica facilita l'utilizzo della suite, rendendo gli assistenti poco funzionali. L'assistente predefinito è ufficialmente chiamato Clippit, soprannominato Clippy. La caratteristica consiste in una modalità di accesso alla guida, presenta varie funzioni di aiuto nella ricerca e offre consigli, basandosi su algoritmi bayesiani nelle versioni 97–2003 per Windows e 98–2004 per Macintosh. Molti dei personaggi sono basati sulle guide dell'interfaccia utente Microsoft Bob.

## Caratteristiche
Clippit è abilitato come predefinito nelle prime versioni di Office e appare ogni qualvolta il programma "pensa" che l'utente potrebbe trarre vantaggio dai suoi consigli. Per esempio, digitando un indirizzo, seguito dalla parola "Caro" (o, comunque, una frase simile), appare Clippit con una richiesta "sì/no" come questa: "Sembra tu stia scrivendo una lettera. Vuoi aiuto?".
Sono disponibili altri assistenti animati, oltre a Clippit, come Caucciù (una sfera rossa), F1 (un robot), Genius (una caricatura di Albert Einstein), il Logo Office (un puzzle), Madre Natura (un mondo), Cartogatta (una gatta), Superfido (un cane) e Il Bardo (Shakespeare). In molti casi il CD di Office è necessario per attivare un differente assistente di Office, perciò Clippit, l'impostazione predefinita, è rimasto il più celebre. Nelle edizioni che utilizzano Agent, gli utenti possono aggiungere altri file .ACS per inserire nuovi assistenti. L'assistente è anche presente nella versione per Mac OS di Office, a partire da Office 98, suite dotata di un assistente solamente per Mac: Max.
A partire da Office 2000, Microsoft Agent (.ACS) rimpiazzò il precedente formato di assistenti (.ACT) derivato da Microsoft Bob: questo cambiamento porta al ridisegno delle figure in 3D, sparisce il Bardo di Shakespeare, mentre Cartogatta e Superfido diventano rispettivamente Arturo (Offcat in originale) e Augusto (Rocky in originale) 
Il pacchetto Microsoft Office XP Multilingual Pack distribuisce altri due assistenti per gli utenti asiatici: Miss Office (冴子先生?, Saeko Sensei) (una segretaria animata) e una versione di Sun Wukong (孫悟空?, Son Gokū) (personaggio della letteratura classica orientale).
Clippit ha ispirato Vigor, una versione dell'editor di testi vi, con una graffetta di aiuto poco utile.
L'assistente di Office è sempre stato visto come una presenza invadente e irritante da una larga parte degli utenti di Office, ed è stato criticato anche all'interno di Microsoft.

## Assistenti aggiuntivi
Dalla versione 2003, la maggior parte degli assistenti è stata distribuita in formato ACS.
- Dolphy il Delfino (solo Office 97);[5]
- Earl (un gatto);
- Maestro Eugenio (Genie in originale);
- Portobello (Peedy in originale, un pappagallo, che è stato anche utilizzato nelle prime versioni di BonziBuddy);
- Bosgrove (un maggiordomo);
- Max (un computer);
- Robi (Robby in originale, un robot).

## Ex-paperclip
Uno degli elementi cardine della campagna pubblicitaria di Microsoft per Office XP è stata la "rimozione" di Clippit e dell'Assistente di Office dal software, sebbene nella realtà fosse solamente disabilitato in modo predefinito. È ancora disponibile in Office 2003, nonostante questa versione sia successiva e l'Assistente di Office non era installato automaticamente.
A partire da Office 2004, le versioni per Mac OS di Microsoft Office contengono l'Assistente di Office nell'installazione standard, con Max come assistente preimpostato. A differenza delle sue controparti di Windows, Max è confinato in una piccola finestra fluttuante nella quale una lampadina nell'angolo indica che è disponibile un suggerimento.
Da Office 2007, Microsoft ha eliminato l'Assistente di Office a vantaggio di nuovi sistemi di aiuto, ma lo stesso Clippit è ancora presente in un'altra applicazione. Il personaggio, presente in Windows Dancer di Windows XP Media Center Editon 2005, veste una tenuta da fantasma, della forma approssimativamente del corpo di Clippit, ed è visibile al di sotto un piccolo pezzo di filo metallico. Occasionalmente il lenzuolo scivola, mostrando al di sotto il sottile profilo di acciaio.